# Atletica leggera ai XIV Giochi paralimpici estivi - 100 metri piani maschili T11
Ai XIV Giochi paralimpici estivi, che si sono tenuti a Londra nel 2012, la competizione dei 100 metri piani maschili T11 si è svolta il 7 e l'8 settembre presso lo Stadio Olimpico di Londra.

## Record
| Record del mondo   | Lucas Prado | 11"03 | Pechino, Cina | 9 settembre 2008 |
| Record paralimpico | Lucas Prado | 11"03 | Pechino, Cina | 9 settembre 2008 |

## Batterie
Si qualificano per le semifinali il primo classificato di ogni batteria. Vengono ripescati i 7 migliori tempi degli esclusi.

### Batteria 1
| Posizione      | Atleta                                       | Nazione | Tempo | Note  |
| -------------- | -------------------------------------------- | ------- | ----- | ----- |
| 1              | Xue Lei Guida: Wang Lin                      | Cina    | 11"29 | Q, RR |
| 2              | Xavier Porras Guida: Enric Martin Panades    | Spagna  | 11"80 | q, PB |
| 3              | Olusegun Francis Rotawo Guida: Taiwo Olaleye | Nigeria | DQ    |       |
| 4              | Andrey Koptev Guida: Sergey Petrichenko      | Russia  | DNS   |       |
| Vento -0.3 m/s |                                              |         |       |       |

### Batteria 2
| Posizione      | Atleta                                        | Nazione    | Tempo | Note  |
| -------------- | --------------------------------------------- | ---------- | ----- | ----- |
| 1              | Jose Sayovo Armando                           | Angola     | 11.33 | Q, RR |
| 2              | Lucas Prado Guida: Justino Barbosa dos Santos | Brasile    | 11.43 | q     |
| 3              | Firmino Baptista Guida: Ivo Vital             | Portogallo | 11.75 | q     |
| Vento -1.0 m/s |                                               |            |       |       |

### Batteria 3
| Posizione      | Atleta                               | Nazione     | Tempo | Note   |
| -------------- | ------------------------------------ | ----------- | ----- | ------ |
| 1              | Shang Baolong Guida: Shi Yang        | Cina        | 11.36 | Q, PB  |
| 2              | David Brown Guida: Rolland Slade     | Stati Uniti | 11.37 | q, =PB |
| 3              | Ananias Shikongo Guida: Even Tjiviju | Namibia     | 11.55 | q, PB  |
| Vento -0.7 m/s |                                      |             |       |        |

### Batteria 4
| Posizione      | Atleta                                         | Nazione     | Tempo | Note  |
| -------------- | ---------------------------------------------- | ----------- | ----- | ----- |
| 1              | Daniel Silva Guida: Heitor de Oliveira Sales   | Brasile     | 11.43 | Q, PB |
| 2              | Kitsana Jorchuy Guida: Patchai Srikhamphan     | Thailandia  | 11.78 | q, PB |
| 3              | Elexis Gillette Guida: Wesley Williams         | Stati Uniti | 11.85 |       |
| 4              | Bikram Bahadur Rana Guida: Lila Kumar Shrestha | Nepal       | 12.81 | SB    |
| Vento +0.6 m/s |                                                |             |       |       |

### Batteria 5
| Posizione      | Atleta                                            | Nazione     | Tempo | Note  |
| -------------- | ------------------------------------------------- | ----------- | ----- | ----- |
| 1              | Felipe da Sousa Gomes Guida: Leonardo Souza Lopes | Brasile     | 11.32 | Q, SB |
| 2              | Octavio Angelo Dos Santos                         | Angola      | 11.70 | q, PB |
| 3              | Martin Parejo Maza Guida: Joan Borrisser Roldan   | Spagna      | 12.01 | PB    |
| 4              | Elchin Muradov Guida: Pavel Setin                 | Azerbaigian | 49.78 |       |
| Vento -0.2 m/s |                                                   |             |       |       |

## Semifinali
Si qualifica per la finale il primo classificato di ogni batteria. Viene ripescato il tempo migliore degli esclusi.

### Batteria 1
| Posizione      | Atleta                                        | Nazione     | Tempo | Note   |
| -------------- | --------------------------------------------- | ----------- | ----- | ------ |
| 1              | Lucas Prado Guida: Justino Barbosa dos Santos | Brasile     | 11.15 | Q, =PB |
| 2              | Xue Lei Guida: Wang Lin                       | Cina        | 11.16 | q, RR  |
| 3              | David Brown Guida: Rolland Slade              | Stati Uniti | 11.29 | PB     |
| 4              | Xavier Porras Guida: Enric Martin Panades     | Spagna      | 11.79 | PB     |
| Vento +0.4 m/s |                                               |             |       |        |

### Batteria 2
| Posizione      | Atleta                                       | Nazione    | Tempo | Note  |
| -------------- | -------------------------------------------- | ---------- | ----- | ----- |
| 1              | Jose Sayovo Armando                          | Angola     | 11.32 | Q, RR |
| 2              | Firmino Baptista Guida: Ivo Vital            | Portogallo | 11.65 | PB    |
| 3              | Kitsana Jorchuy Guida: Patchai Srikhamphan   | Thailandia | 11.75 | PB    |
| 4              | Daniel Silva Guida: Heitor de Oliveira Sales | Brasile    | DNS   |       |
| Vento +0.5 m/s |                                              |            |       |       |

### Batteria 3
| Posizione      | Atleta                                            | Nazione | Tempo | Note  |
| -------------- | ------------------------------------------------- | ------- | ----- | ----- |
| 1              | Felipe da Sousa Gomes Guida: Leonardo Souza Lopes | Brasile | 11.20 | Q, PB |
| 2              | Shang Baolong Guida: Shi Yang                     | Cina    | 11.24 | PB    |
| 3              | Ananias Shikongo Guida: Even Tjiviju              | Namibia | 11.49 | PB    |
| 4              | Octavio Angelo Dos Santos                         | Angola  | 11.59 | PB    |
| Vento +0.5 m/s |                                                   |         |       |       |

## Finale
| Posizione      | Atleta                                            | Nazione | Tempo | Note |
| -------------- | ------------------------------------------------- | ------- | ----- | ---- |
| Oro            | Xue Lei Guida: Wang Lin                           | Cina    | 11.17 |      |
| Argento        | Lucas Prado Guida: Justino Barbosa dos Santos     | Brasile | 11.25 |      |
| Bronzo         | Felipe da Sousa Gomes Guida: Leonardo Souza Lopes | Brasile | 11.27 |      |
| 4              | Jose Sayovo Armando                               | Angola  | 11.36 |      |
| Vento -0.3 m/s |                                                   |         |       |      |

## Progressione record stabiliti
| Record asiatico | Xue Lei             | 11"29 | Londra, Gran Bretagna (Qualificazioni) | 7 settembre 2012 |
| Record asiatico | Xue Lei             | 11"16 | Londra, Gran Bretagna (Semifinali)     | 8 settembre 2012 |
| Record africano | Jose Sayovo Armando | 11"33 | Londra, Gran Bretagna (Qualificazioni) | 7 settembre 2012 |
| Record africano | Jose Sayovo Armando | 11"32 | Londra, Gran Bretagna (Semifinali)     | 8 settembre 2012 |